# Casimiro Ortas
Casimiro Ortas Rodríguez (Brozas, 1 de mayo de 1880-Barcelona, 10 de marzo de 1947) fue un actor y director teatral español.

## Biografía
Actor especializado en el género lírico, del que se convirtió en una de las principales figuras en el primer tercio del siglo XX.
Nacido en el seno de una familia de artistas, sus primeros pasos en el mundo de la interpretación los dio actuando como tenor cómico junto a su padre. Intervino en varias zarzuelas como La verbena de la Paloma, El niño judío o Serafín el pinturero. 
Sin embargo, sus mayores triunfos los cosechó en el Teatro Apolo de Madrid pero también tuvo obras de éxito intermedio o nulo como La hora del recreo de Jacinto Guerrero y el estreno de Un Otelo de barrio. Dramaturgos como Carlos Arniches o Pedro Muñoz Seca escribieron papeles expresamente para él, que en ocasiones estaban aderezados con la música del Maestro Guerrero. Estrenó populares sainetes como Diana la cazadora (1915) junto a su esposa Lola Bejarano, de los Hermanos Álvarez Quintero, El marido de la Engracia, La tela (1925) y Los extremeños se tocan (1926), todas de Pedro Muñoz Seca o Serafín, el pinturero (1916), La venganza de la Petra (1917), El señor Adrián el primo (1927) y El solar de mediacapa (1928), Las cuatro de Carlos Arniches. Otras de sus más destacadas actuaciones fueron la zarzuela El asombro de Damasco (1916) o la comedia El tío Catorce (1931).
Formó su compañía de comedia propia recorriendo España y nunca pisó teatros  de revista como Martín, ni llevó a artistas de ese género en los años veinte, su capital y recursos eran justos y se vieron afectados por gastos de turné por lo que se unió junto a su segunda esposa, la actriz Aurora García Alonso y estrenó, entre otras, El cadáver del señor García (1930), de Enrique Jardiel Poncela. Estuvo casado con la actriz Asunción Sobejano, fallecida el año 1933.
Entre sus incursiones cinematográficas, destacan Los apuros de un paleto (1916), junto a su propio padre Casimiro, Problema resuelto (1923) y Poderoso caballero (1935).
Falleció el 10 de marzo de 1947 en Barcelona a los sesenta y seis años de edad a causa de un ataque de uremia.